# Warface
Warface là một game chơi miễn phí thuộc thể loại bắn súng góc nhìn thứ nhất (FPS) được Crytek Kiev phát triển trên nền tảng đồ hoạ CryEngine 3, với Crytek Seoul và Crytek Frankfurt đồng sản xuất; Crytek UK phát triển bản chạy trên Xbox 360.
Phiên bản Xbox 360 đã ngừng phát triển từ ngày 1 tháng 2 năm 2015. Phiên bản dành cho các hệ máy chơi game Console đã được tái khởi động dành cho PlayStation 4 và Xbox One vào năm 2018 và trên hệ máy Nintendo Switch vào năm 2020. Tất cả thành viên của Crytek Kiev đã chia tách vào tháng 2 năm 2019 để thành lập một đội phát triển mới, Blackwood Games, họ sẽ người quyết định tương lai phát triển của Warface.
Một phiên bản bắn súng chiến thuật spin-off của game, Warface: Breakout, đã được phát hành vào ngày 26 tháng 5 năm 2020 cho các hệ máy PlayStation 4 và Xbox One.

## Quá trình phát triển

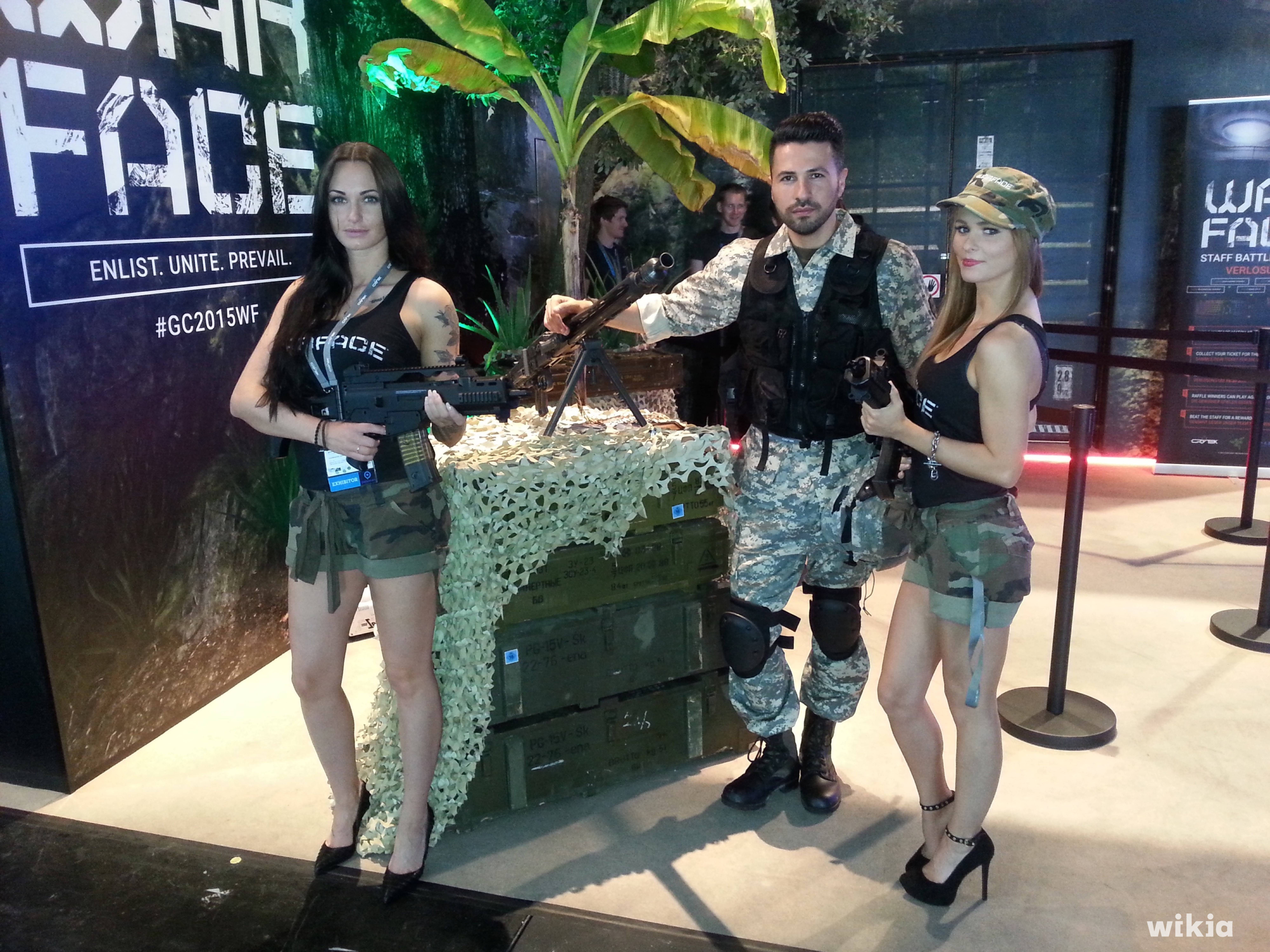
Warface tại gamescom 2015

Tháng 8 năm 2011, Crytek thông báo rằng Warface sẽ được ra mắt cho hệ máy PC ở thị trường Châu Âu vào năm 2012. Vào tháng 2 năm 2012, trò chơi thông báo sẽ được phát hành bởi Nexon ở Hàn Quốc và Đài Loan. Cùng thời gian đó, Warface ra mắt bản Beta cho cộng đồng người chơi thông qua Mail.Ru tại Liên Bang Nga. Tháng 7 năm 2012, Trion Worlds đã tự thông báo bản thân sẽ phát hành trò chơi tại Hoa Kỳ, New Zealand, Thổ Nhĩ Kỳ, Úc và Châu Âu. Phiên bản Closed Beta của Warface đã được phát hành tại thị trường phương Tây vào ngày 17 tháng 1 năm 2013.
Vào tháng 8 năm 2013, Crytek thông báo sẽ phát hành phiên bản cho Xbox 360 vào đầu năm 2014. Trò chơi được phát hành cho Xbox 360 vào ngày 22 tháng 4 năm 2014. Tuy nhiên, tháng 12 năm 2014, Crytek quyết định tạm ngưng hỗ trợ phiên bản Xbox 360 do những vấn đề chính trị liên quan đến Nội chiến Ukraine. Tháng 2 năm 2015, phiên bản Xbox 360 của Warface chính thức bị khai tử.
Tháng 2 năm 2019, nhóm phát triển game thành lập một Studio mới mang tên Blackwood Games, họ sẽ tiếp quản tương lai phát triển game từ Crytek Kiev.

## Gameplay
Người chơi sẽ được nhập vai vào 5 lớp nhân vật chính trong game: Rifleman, Medic, Engineer, Sniper và SED(đã được ra mắt ở các phiên bản quốc tế), họ sẽ được tham gia các cuộc chiến để kiếm điểm kinh nghiệm (XP), Warface đô-la ($) và điểm vũ khí (VP). Lượng kiếm được tùy thuộc vào số người chơi trong kênh (phòng trường hợp), thời gian trận đấu, điểm và số mạng (kills). Người chơi có thể tùy chỉnh trang bị cho nhân vật (mũ, giáp, găng tay, giầy), trang bị cho súng (giảm thanh, tay cầm, ống ngắm) để tăng thêm khả năng chiến đấu. Warface có một hệ thống vũ khí chỉ có thể mở khóa bằng điểm vũ khí và một loạt các vật phẩm phụ trợ khác có thể mua bằng tiền Warface đô-la để đảm bảo tiêu chí game miễn phí. Ngoài ra hệ thống tiền tệ trong game còn có một loại tiền có thể nạp vào bằng tiền thật (tên loại tiền này phụ thuộc vào nhà phát hành, ở Việt Nam là WarCoin). Loại tiền này có thể mua được những vật phẩm mạnh nhất. Warface có 2 chế độ chơi chính: Co-op (PvE) và PvP.

### Lớp nhân vật

#### Rifleman
Lớp nhân vật chủ đạo của game. Vũ khí chính của nhân vật này là những khẩu súng trường tầm trung và súng máy hạng nhẹ (LMG). Rifleman được trang bị khả năng tiếp đạn cho đồng đội và bản thân. Khả năng tác chiến của Rifleman hiệu quả nhất ở tầm trung và tầm gần. Rifleman sẽ được mở khoá đầu tiên khi người chơi đăng nhập thành công vào game.

#### Medic
Được coi là trái tim của toàn đội, vì vai trò của nhân vật này rất quan trọng nên một đội chơi phải có ít nhất 1 Medic. Vũ khí chính của Medic là những khẩu Shotgun có sát thương cao. Medic có khả năng hồi máu cho đồng đội và đặc biệt hơn cả Medic có thể hồi sinh đồng đội của mình. Vì shotgun chỉ hiệu quả ở tầm gần, nên Medic thường sẽ chỉ hỗ trợ cho đồng đội đang tấn công ở trên. Vì vậy, khả năng tác chiến của Medic ở tầm gần là hiệu quả nhất. Đây cũng là lớp nhân vật được ưa chuộng nhất trong Warface. Nhân vật Medic sẽ được mở khoá khi người chơi đạt đến level 3 (Binh nhì 1)

#### Engineer
Nhân vật được mệnh danh là "Thiên tài chất nổ". Vũ khí chính của Engineer là những khẩu súng tiểu liên (SMG) tầm gần. Ngoài ra Engineer được trang bị thêm mìn cá nhân Claymore (Mìn M18A1), tạo điều kiện cho Engineer có thể tạo ra những trận phục kích kẻ địch ở các chế độ PvP. Engineer được lựa chọn nhiều nhất ở chế độ chơi Đặt bom, do Engineer có thể đặt bom và gỡ bom nhanh hơn các Class khác. Engineer được trang bị khả năng hồi giáp. Và cũng như Medic, tầm chiến đấu của Engineer hiệu quả nhất ở tầm gần, nhưng nhỉnh hơn Medic một chút do SMG có khoảng cách xa hơn shotgun. Engineer sẽ được mở khoá khi người chơi đạt đến level 5(Binh nhì 3)
add

#### Sniper
Là chốt chặn cuối cùng của toàn đội. Vũ khi chính của Sniper là những khẩu súng bắn tỉa lên đạn bằng tay hoặc tự động có sát thương lớn. Vì vậy Sniper chiến đấu hiệu quả nhất ở tầm xa, do đó có thể hỗ trợ cho các đồng đội phía trên với những mục tiêu không thể nhìn thấy. Sniper không có khả năng đặc biệt. Người chơi sẽ được trải nghiệm nhân vật này trong nhiệm vụ huấn luyện cơ bản cùng với Rifleman.

#### SED
Lớp nhân vật đặc biệt, được coi là phiên bản cải tiến của Rifleman. Vì SED là những bộ áo giáp máy nên lớp nhân vật có thể trang bị những loại vũ khí hạng nặng (thường là súng máy hạng nặng). SED có khả năng tác chiến tốt hơn Rifleman, và vì được trang bị những vũ khí hạng nặng nên SED thường được sử dụng trong những cuộc càn quét quy mô lớn. Hiện tại, SED chưa được ra mắt ở phiên bản Việt Nam, nhưng đã được ra mắt ở một số phiên bản quốc tế.

### Chế độ chơi

#### PvE
Chế độ được chia thành 2 phần: Co-op và Survival. Chế độ đưa người chơi đến với bối cảnh thế giới đang bị Tổ chức Blackwood thống trị với người đứng đầu là Trùm Sò Oberon White (biệt danh "Coin Man"), với khát vọng làm bá chủ thế giới(có thể so sánh với Adolf Hitler). Oberon White đã tự xây dựng nên một lực lượng quân đội rất tinh nhuệ và sở hữu những công nghệ vượt xa loài người. Bên kia chiến tuyến, nhận thấy mối nguy hiểm của Blackwood, Quân Đội giải phóng đã được thành lập, lấy tên Warface, đứng đầu là Đại tướng Lee Wharton, với mục tiêu bảo vệ hoà bình và tiêu diệt Blackwood. Ở chế độ Co-op, người chơi sẽ được thả từ trực thăng tới những cứ điểm quan trọng của Blackwood, mục tiêu của người chơi là đánh phá và chiếm đóng tất cả cứ điểm này, tạo lợi thế cho Quân đội Warface tiến vào giải phóng. Một phòng chơi của PvE có tối đa 5 người tham gia.
Có 3 độ khó của từng nhiệm vụ: Cơ bản, Nâng cao và Cao cấp. Ở Cơ bản và Nâng cao, độ khó tương ứng là Dễ và Trung bình, mỗi nhiệm vụ thì có độ khó tăng dần và tương ứng sát thương của những con Bot cũng tăng theo. Riêng ở Cao Cấp, người chơi có thể bắn lẫn nhau, mỗi lần tiêu diệt nhầm đồng đội, người chơi sẽ bị trừ 200 điểm.

#### Survival
Chế độ khó nhất trong PvE, tại đây người chơi sẽ phải đối mặt với những nhiệm vụ nguy hiểm nhất. Mục tiêu chính của chế độ này phá huỷ những căn cứ của Blackwood trên toàn thế giới. Vì vậy Survival yêu cầu tính đồng đội cao và khả năng kết hợp ăn ý với nhau của người chơi để tránh việc thất bại. Để tham gia chế độ này, người chơi phải có "Xu" thì mới được phép tham gia. Các map tiêu biểu của chế độ này:
- The White Shark(Tháp cá mập trắng): Nhiệm vụ này sẽ đưa người chơi đến Trung Quốc. Mục tiêu người chơi là vượt qua hết 18 tầng của toà Tháp với độ khó của Bot tăng dần, và ám sát Oberon White trên chiếc trực thăng. Khi hoàn thành, người chơi sẽ nhận được Huy hiệu tương ứng với class nhân vật của người chơi. Độ khó của map: Cao cấp
- Cold peak: Được chia làm 4 chế độ khác nhau: Ambush, Zenith, Spearhead và Marathon(tổng hợp của 3 map trên). Mục tiêu chính là của người chơi là bảo vệ vật phẩm khỏi tay của Blackwood. Trong map này, người chơi sẽ phải đi tìm những tài nguyên để sữa chữa những cỗ máy bị phá huỷ bởi Blackwood. Độ khó của map: Cao cấp
- Darkness: Người chơi sẽ được đưa đến khu rừng âm u tối tăm ở khu vực Tây Âu và lần đầu tiên, người chơi sẽ không phải đối mặt với lính của Blackwood, mà là những Cyborg do Blackwood chế tạo. Mục tiêu của map đấu này là bảo vệ chiếc EMP và hộ tống nó đến điểm cuối cùng, tại đó người chơi sẽ đối mặt với MECH 3000, robot cải tiến của Mech 2300. Độ khó của map: Cơ bản, Nâng cao và Cao cấp
- Volcano: Bối cảnh diễn ra tại Châu Phi, nơi mà Blackwood đang phát triển một loại vũ khí ở trong lòng núi lửa. Người chơi phải thâm nhập vào trong. Đây là map đầu tiên mà Blackwood áp dụng những cỗ máy chết người vào game, đến tầng cuối cùng, người chơi sẽ đối mặt với Ursula, một nhân vật ảo được do AI điều khiển, người chơi sẽ phải tiêu diệt Ursula và nhóm súng máy robot bằng những khẩu súng công nghệ cao. Độ khó của map: Cơ bản, Nâng Cao, Cao cấp
- Anubis: Một lần nữa người chơi lại được đưa đến Châu Phi, nhưng lần này là ở Ai Cập cổ đại, Blackwood đang xây dựng một nhà máy sản xuất Cyborg tại đây, nhiệm vụ của người chơi là phá huỷ chúng. Độ khó: Cơ bản, Nâng cao, Cao cấp
- Black Shark: Khác với White Shark, lần này sẽ không có ám sát, thay vào đó, người chơi sẽ đặt bom phá huỷ toà nhà này, và giải cứu đội Cold Peak đã mắc kẹt tại đây. Độ khó: Cơ bản, Nâng cao, Cao cấp
- Icebreaker: Chiến dịch mà người chơi sẽ phải đẩy lùi cuộc đổ bộ của Blackwood vào trụ sở Warface tại Phía Bắc gần Bắc Cực. Mục tiêu của nhiệm vụ này là phá huỷ con tàu pháo binh ở chốt chặn cuối cùng, bảo vệ hoàn toàn căn cứ của Warface. Độ khó: Cơ bản, Nâng cao, Cao cấp
- Chernobyl: Người chơi sẽ được đưa đến thành phố Pripyat, nơi xảy ra Thảm hoạ Chernobyl chấn động toàn cầu. Blackwood đã lợi dụng môi trường phóng xạ ở đây mà chúng chế tạo thêm những loại Cyborg mới và công nghệ mới. Người chơi sẽ phải đối mặt với những con Cyborg mới, đặc biệt là S.E.D, nhân vật tối tân. Mục tiêu cuối cùng của người chơi chính là phá huỷ Cỗ máy Mantis. Độ khó: Cơ bản, Nâng cao, Cao cấp
- Mars: Đây là nhiệm vụ đầu tiên đưa người chơi du hành không gian, đến với Sao Hoả. Với nhiệm vụ giải cứu cộng động người Sao Hoả khỏi Blackwood. Tất cả các nhân vật trong nhiệm vụ đều sẽ được trang bị bộ giáp tối tân và những khẩu súng công nghệ cao với lượng đạn vô tận để đối mặt với những lính S.E.D. Nhiệm vụ hoàn thành nếu người chơi phá huỷ được cỗ máy Terraformer-1 và giải cứu thành công cộng đồng người Sao Hoả. Độ khó: Cơ bản, Nâng cao, Cao cấp.
- Hydra: Được xem là nhiệm vụ khó nhằn nhất, khi mà một phòng chơi của nhiệm vụ này chỉ được phép tối đa 3 người. Người chơi được đưa đến căn cứ ở Thái Bình Dương, nhiệm vụ của người chơi sẽ phải vượt qua 20 vòng đấu với vô số lính và Cyborg. Người chơi sẽ nhận được phần thưởng khi vượt qua Vòng số 5, và phần thưởng sẽ tiếp tục tăng lên. Đến vòng 20, người chơi phải tiêu diệt thành công Tàu Pháo binh thì nhiệm vụ hoàn thành. Độ khó: Cao cấp
- Operation Blackwood: Lấy bối cảnh ở Iceland lạnh giá, lần này người chơi sẽ lần đầu được trải nghiệm chiến đấu dưới lá cờ của Blackwood chống lại Warface. Tại đây, người chơi sẽ vượt qua những người lính Warface, và phá huỷ 3 cỗ máy Quantum, Argus và Hadron. Sau khi phá huỷ thành công, người chơi sẽ đến với cảnh cuối khi nhân vật giết chết Oberon White. Nhưng sự thật đằng sau đó lại khiến cho người chơi bất ngờ, khi đây chỉ là Oberon nhân tạo, Oberon thật sự đã chết trong nhiệm vụ Tháp Cá Mập trắng và tuy nhiên bằng công nghệ hiện đại hơn cả con người, Blackwood đã có thể nhân bản một số lượng lớn Oberon White, bằng chứng khi nhân vật đã tiêu diệt Oberon thì một Oberon khác xuất hiện và vô số người khác ở đằng sau. Kết thúc nhiệm vụ, chúng ta thấy các thành viên của Blackwood đã bị Warface đột kích và tiêu diệt. Độ khó: Cao cấp
- Các nhiệm vụ Mars, Operation Blackwood, Hydra hiện tại vẫn chưa được ra mắt ở phiên bản Việt Nam.

#### PvP
Đây là chế độ mà người chơi có thể chơi cùng được với nhau, được chia làm 2 phe: Warface và Blackwood. Số lượng người chơi trong một phòng chơi ở PvP là 16 người. PvP có nhiều chế độ khác nhau, bao gồm:
- Đặt bom: 2 bên Warface và Blackwood sẽ thay phiên nhau Đặt bom và Bảo vệ khu đặt bom(giống 2 bên CT vs T trong series Counter Strike). Nếu đội Đặt bom đặt được bom và bom phát nổ thành công thì điểm sẽ thuộc về đội Đặt bom. Ngược lại, nếu đội Bảo vệ bảo vệ thành công khu vực Đặt bom thì điểm sẽ thuộc về đội Bảo vệ. Nếu 1 trong 2 bên bị tiêu diệt hết trước thì điểm sẽ thuộc về đội còn lại. Số trận trong chế độ này có thể chỉnh từ 6 đến 11 trận.
- Đấu đội: 2 bên Warface và Blackwood giao tranh với nhau trong khu vực map nhỏ, mỗi trận đấu diễn ra trong vòng 10 phút. Bên nào giành được 150 điểm trước thì giành chiến thắng. Nếu như hết thời gian quy định thì bên nào có nhiều điểm hơn thì giành chiến thắng. Nếu 2 bên kết thúc với tỉ số bằng nhau thì kết quả hoà.
- Tự do(FFA): Người chơi sẽ được tự do chiến đấu, trong một khu vực to hoặc nhỏ, mục tiêu của chế độ là tiêu diệt địch càng nhiều càng tốt. Trận đấu sẽ kết thúc khi tổng số kill của toàn bộ người chơi đạt đến 300.
- Đột kích: Đúng như cái tên của nó, nhiệm vụ của 2 phe là đột kích căn cứ của kẻ địch, chiếm càng nhiều thì cơ hội giành chiến thắng càng cao. Nếu 1 bên chiếm được nhiều căn cứ hơn bên kia thì giành chiến thắng. Nếu như 2 bên không chiếm được căn cứ nào thì hệ thống sẽ dựa vào tỉ lệ chiếm của cả 2 bên. Và nếu 2 bên chiếm được số căn cứ bằng nhau thì hệ thống sẽ xét đến tổng thời gian chiếm đóng của 2 đội.
- Dogtag: Một phiên bản khác của FFA nhưng khu vực chơi sẽ rộng hơn rất nhiều, và người chơi sẽ phải dùng khả năng quan sát của mình trong bóng tối, để tiêu diệt kẻ thù và thu thập Dogtag của người đó. Nhân vật được sử dụng nhiều nhất trong chế độ này là Sniper.
- Blitz: Giống với Đặt bom, nhưng lần này là ngắn gọn hơn, khi quả bom đã được cài đặt sẵn, và 1 bên sẽ tìm cách để gỡ quả bom đó và bên còn lại phải bảo vệ được quả bom đó.
- Chiếm giữ: Người chơi sẽ có nhiệm vụ đi lấy đầu đạn ở căn cứ địch và mang trở về căn cứ của mình.

### Vật phẩm trong game
Số lượng vật phẩm của Warface rất đa dạng, từ vũ khí cho đến nhưng trang bị bảo hộ. Người chơi có thể mở khoá bằng cách dùng VP(điểm này sẽ được tích sau mỗi lượt chơi). Hoặc người chơi có thể dùng tiền trong game (Warface Dollar) để mua những vật phẩm này. Và để mua những vật phẩm có giá trị hơn, người chơi sẽ phải nạp tiền thật. Vì vậy, Warface cũng không ít lần bị chỉ trích là tựa game "Pay-to-win".

## Đánh giá
Warface nhận được rất nhiều lời nhận xét tích cực và cũng có tiêu cực. Warface nhận được 62/100 điểm Metascore trên Metacritic và nhận được 4.2 điểm Users Score cũng trên trang web này. TheXboxHub đã ca ngợi trò chơi này là "thực sự miễn phí để chơi" và không yêu cầu người chơi phải chi tiền thật để duy trì tính cạnh tranh, đồng thời cung cấp "trò chơi tập trung trực tuyến rất thú vị" và nhiều chế độ.

### Giải thưởng
- 'Trò chơi xã hội/giải trí/Online game' tại gamescom 2012[15]
- The Inven Award: Trò chơi FPS xuất sắc nhất tại G-Star 2012[16]

## Tại Việt Nam
Warface chính thức ra mắt cộng đồng game thủ Việt Nam vào ngày 25 tháng 12 năm 2013, và do VTC Online phát hành. Trước đó VTC đã từng thành công khi phát hành tựa game Crossfire. Với mục tiêu đưa trò chơi trở thành "Siêu phẩm game bắn súng số 1 Việt Nam". Ngay từ những ngày đầu, số lượng người chơi tại Việt Nam tăng vọt, và trò chơi nhận được sự yêu thích của đông đảo cộng đồng game thủ Việt Nam. Tuy nhiên, vào năm 2017, một sự cố đáng tiếc đã xảy ra khi máy chủ của Warface bị cháy và dẫn đến hiện tượng "Cháy server" cho toàn bộ Server Việt Nam, điều này cũng đã ảnh hưởng rất lớn đến số lượng người chơi của Warface tại Việt Nam. 
Tháng 7 năm 2020, máy chủ Warface tại Việt Nam chính thức ngừng hoạt động.

### Clan War
Mỗi năm ở Việt Nam, Warface Việt Nam tổ chức giải đấu mang tên Clan War, là giải đấu quy tụ những đội chơi xuất sắc nhất từ các Clan, để tham gia, các Clan đấu của Warface phải ở top 50. Giải thưởng lên đến 250 triệu đồng. Thể thức thi đấu của của giải đấu này bao gồm vòng bảng, loại trực tiếp, bán kết, chung kết. Map đấu là Đặt bom, và đấu theo thể thức BO5, mỗi hiệp đấu gồm 6 trận. Tính đến nay, đã có 10 season được tổ chức. Và dự kiến vào năm 2020, Warface Việt Nam sẽ tổ chức một giải đấu có quy mô lớn và phần thưởng vẫn lớn hơn. Các Clan đã giành được chức vô địch: Gentleman, Destiny,... Và Gentleman cũng nhận được vinh dự khi đại diện cho Việt Nam thi đấu giao hữu với các tuyển thủ tới từ Nga.
Vào ngày 19/07/2020, Warface Việt Nam chính thức ngừng phát hành sau gần 7 năm hoạt động.